# Izanagi
Izanagi je v japonski mitologiji nebesno božanstvo.
Je mož boginje Izanami.